# Baraúna (Paraíba)
Baraúna é um município brasileiro no estado da Paraíba, localizado na Região Geográfica Imediata de Cuité-Nova Floresta. O município faz parte da Região Metropolitana de Barra de Santa Rosa.
O município de Baraúna situa-se na região centro-norte do Estado da Paraíba, Mesorregião Borborema e Microrregião Seridó Oriental Paraibano, limitando-se com os municípios de Sossego, Cuité, Pedra Lavrada, Picuí, abrangendo uma área de 56,5 km². A sede do município tem uma altitude média de 626 metros, distando da capital cerca de 200 km, sendo seu acesso, a partir de João Pessoa, efetuado através das rodovias pavimentadas BR-230 e PB-104.

## Topônimo
O topônimo Baraúna provém do nome de uma árvore de médio porte, baraúnas, árvore típica da caatinga, existente em abundância próximo a um olho d'água (Próximo onde hoje é o Cata Vento da Olaria) que servia de bebida para os rebanhos bovinos de criadores da região.

## História[5]
A região foi ocupada a partir de 1800 por famílias de pecuaristas, criadores de gado de corte, as famílias pioneiras foram a Família Barbosa que habitavam próximo aos sítios Pedra Vermelha, Família Rodrigues que habitavam na região do Sítio Currais, ambos Vindos de Brejo de Areia e a Família Galdino vinda de Soledade (Paraíba) que fizeram morada onde hoje é o sítio Catolé. Em 1890 também chegou ao local um Senhor denominado Francisco Italiano que adquiriu terras no entorno do sítio Caraibeira, nas proximidades de um olho d’água em um riacho, próximo a este olho d’água existia uma grande quantidade de árvores Baraúna, (riacho este que hoje fica localizado o cata vento da Olaria) como finalidade de também se criador de gado, o mesmo construiu sua residência próxima ao riacho, e iniciou a sua criação de bois.
Na década de 20, já com o senhor Francisco Italiano, morando em suas terras, surge em toda região um Surto de Varíola, popularmente conhecida por Bexiga, a esta bexiga (Varíola), foi dado o nome de Bexiga Taboca, pois para a população se tratava de uma doença mais forte que a normal, nos arredores do sítio do senhor Francisco era grande a mortalidade causado pela doença, deixando todos amedrontados e cautelosos, pois a doença não cessava. Preocupado com o acontecido, o Senhor Francisco Italiano, resolveu então apelar para sua devoção católica e fez uma promessa para Nossa Senhora do Desterro, que se a santa protetora contiver-se-se a epidemia, ele construiria uma capela em sua homenagem, milagrosamente a tão assustadora e mortal epidemia teve fim em pouco tempo, e como tinha sido prometido, a pequena capela foi construída no mesmo ano de 1929 e inaugurada no dia 6 de Janeiro de 1930 com uma missa celebrada pelo Padre Luiz Santiago da Paróquia de Cuité e Picuí, a pequena capela teve um papel muito importante na construção do que hoje é nosso município e nossa cidade, no desenvolvimento da agricultura, comércio, cultura, e na formação do povoado das Braúnas, pois a parti da construção da pequena capela foi iniciado a construção de residências em seu entorno, o que antes era fazenda passou a ser a povoado das Braúnas.
Na década de 30 chegou à região o senhor José Lourenço que veio do interior do Rio Grande do Norte, o mesmo comprou partes de terra de seu Francisco Italiano onde foi sua residência, fixando-se como morada de lado da capela. O Senhor José Lourenço vendo as necessidades do povoado de ser tudo distante, teve a iniciativa de abri um pequeno comércio no povoado, onde o pequeno comércio serviu para a expansão da comercialização dos produtos produzidos nos sítios do entono da capela, o pequeno comércio também serviu para que a população local não precisasse se dirigir as feiras longes, onde antes eram os locais de comprar mantimentos como as feiras de Picuí, Cuité e de Barra de Santa Rosa.
Assim sendo a região começou a desenvolver outras práticas comerciais além da Pecuária de criação de gado de corte, iniciou a produção agrícola comercial no povoado através da comercialização das mercadorias pelo senhor José Lourenço. O Padre Luiz Santiago foi o precursor desta prática agrícola do município, o mesmo foi responsável por trazer culturas agrícolas como o sisal, algodão e incentivou a produtividade comercial destas novas culturas implantadas por ele nos entornos da capela, assim sendo transformou a realidade da população e com isto foi trazido mais uma prática econômica na região, desenvolvendo e trazendo mais famílias para trabalhar e produzir produtos agrícolas.
O senhor José Lourenço teve grande influência na cultura Baraunense, onde ele em suas viagens as regiões do Brejo Paraibano para vendas dos produtos agrícolas de seu comércio, trouxe ao povoado os folguedos brejeiros e cultura daquelas terras, introduzindo nas terras braunenses culturas como: Boi de Reis, Pano de Roda, Casamento Matuto, João Redondo, Bonecos de Mamulengo, Corridas de Argolinhas, Teatro de Marionete, Cantoria de Viola, assim desenvolvendo ainda mais as proximidades da pequena capela.
Por consequência da evolução comercial e de novas famílias que se situavam nas adjacências da pequena capela o pequeno povoado que ali existia passou a ser distrito que foi criado com a denominação de Baraúnas, pela lei estadual nº 2646, de 20 de dezembro de 1961, subordinado ao município de Picuí desenvolvendo-se mais ainda, nesta época o distrito já contava com uma estrutura de escola, feira livre, capela, mercearias.
A emancipação política ocorreu pela lei estadual nº 5899, de 29 de abril de 1994, desmembrado de Picuí. Com a criação, o local passou a chamar-se Baraúna.
Fagner Giminiano

## Geografia
A vegetação nativa é a caatinga seridó. Baraúna encontra-se inserido nos domínios da bacia hidrográfica do rio Piranhas, sub-bacia Seridó. Tem como principais tributários são os riachos da Fortuna e Tanque, a maioria de regime intermitente. O principal corpo de acumulação é a lagoa da Jurema.
O município está incluído na área geográfica de abrangência do semiárido brasileiro, definida pelo Ministério da Integração Nacional em 2005.  Esta delimitação tem como critérios o índice pluviométrico, o índice de aridez e o risco de seca. As chuvas ocorrem no verão, com 9 a 11 meses secos. O índice pluviométrico anual é de 450 mm.
| Dados climatológicos para Baraúna                                                                        | Dados climatológicos para Baraúna | Dados climatológicos para Baraúna | Dados climatológicos para Baraúna | Dados climatológicos para Baraúna | Dados climatológicos para Baraúna | Dados climatológicos para Baraúna | Dados climatológicos para Baraúna | Dados climatológicos para Baraúna | Dados climatológicos para Baraúna | Dados climatológicos para Baraúna | Dados climatológicos para Baraúna | Dados climatológicos para Baraúna | Dados climatológicos para Baraúna |
| Mês | Jan                               | Fev                               | Mar                               | Abr                               | Mai                               | Jun                               | Jul                               | Ago                               | Set                               | Out                               | Nov                               | Dez                               | Ano                               |
| --- | --------------------------------- | --------------------------------- | --------------------------------- | --------------------------------- | --------------------------------- | --------------------------------- | --------------------------------- | --------------------------------- | --------------------------------- | --------------------------------- | --------------------------------- | --------------------------------- | --------------------------------- |
| Temperatura máxima recorde (°C)                                                                          | 34,4                              | 34,1                              | 33,5                              | 33,5                              | 33,2                              | 31                                | 30                                | 31,9                              | 33                                | 35,6                              | 34,8                              | 34,7                              | 35,6                              |
| Temperatura mínima recorde (°C)                                                                          | 19,5                              | 18,4                              | 18,5                              | 18,5                              | 17,9                              | 16,5                              | 15,6                              | 14,4                              | 15,4                              | 15,9                              | 18                                | 18,2                              | 14,4                              |
| Chuva (mm)                                                                                               | 35,3                              | 53,9                              | 88,5                              | 103,5                             | 57,4                              | 39,7                              | 35,5                              | 12,1                              | 5,1                               | 3,5                               | 3,3                               | 11,9                              | 449,8                             |
| Fonte: AESA (recordes de temperatura: 31/05/2023-presente; precipitação: Atlas Pluviométrico da Paraíba) |                                   |                                   |                                   |                                   |                                   |                                   |                                   |                                   |                                   |                                   |                                   |                                   |                                   |

## Economia
As atividades do setor primário predominam (50 a 75%). Os principais produtos são a mandioca, o feijão, o algodão e o sisal. A pecuária apresenta modesta criação de bovinos, caprinos e ovinos. Na avicultura, há criação de galináceos. O setor secundário corresponde de 20 aa 40%, e o setor terciário apresenta uma participação de 5 a 25%.